# Profesionalen Futbolen Klub Liteks Loveč 2015-2016
Questa voce raccoglie le informazioni riguardanti il Profesionalen Futbolen Klub Liteks Loveč nelle competizioni ufficiali della stagione 2015-2016.

## Stagione
Il Liteks Loveč ha cominciato la stagione con Laurențiu Reghecampf come allenatore. Il club, militante nell'A PFG, avrebbe affrontato anche l'Europa League 2015-2016, partendo dal primo turno di qualificazione. La squadra è stata però immediatamente eliminata dai lettoni dello Jelgava.
Il 2 dicembre, Reghecampf ha lasciato la panchina. Al suo posto è subentrato a Ljubomir Petrović. Il 12 dicembre, in occasione della sfida di campionato contro il Levski Sofia, il direttore sportivo Stojčo Stoilov ha ordinato ai propri giocatori di lasciare il campo in segno di protesta, dopo le espulsioni inflitte da Georgie Yordanov a Bjørn Maars Johnsen e Rafa Pérez, sostenendo che vi fosse «un'enorme differenza di giudizio nelle decisioni dell'arbitro». La federazione locale avrebbe dunque studiato il caso, con le pene che per il Liteks Loveč sarebbero potute essere la sconfitta a tavolino per 3-0 ed anche l'espulsione dal campionato.
Il 16 dicembre, la federazione ha effettivamente punito il Liteks Loveč con l'esclusione dal campionato, punendola con una sconfitta per 0-3 a tavolino per tutte le restanti partite.

## Maglie e sponsor
Lo sponsor tecnico per la stagione 2015-2016 è stato Adidas, mentre lo sponsor ufficiale è stato Prima. La divisa casalinga è stata composta da una divisa completamente arancione, con rifiniture verdi. Quella da trasferta era invece totalmente verde, con rifiniture bianche.
| Casa | Trasferta |

## Rosa
| N. |                       | Ruolo | Calciatore          |
| -- | --------------------- | ----- | ------------------- |
| 2  | Bulgaria (bandiera)   | D     | Iliâ Munin          |
| 3  | Bulgaria (bandiera)   | D     | Anton Nedyalkov     |
| 4  | Bulgaria (bandiera)   | D     | Galin Minkov        |
| 5  | Colombia (bandiera)   | D     | Rafa Pérez          |
| 6  | Bulgaria (bandiera)   | C     | Krasimir Stanoev    |
| 7  | Portogallo (bandiera) | A     | Diogo Viana         |
| 8  | Bulgaria (bandiera)   | A     | Aleksandar Georgiev |
| 9  | Bulgaria (bandiera)   | A     | Georgi Minčev       |
| 10 | Colombia (bandiera)   | C     | Henry Rojas         |
| 11 | Norvegia (bandiera)   | A     | Bjørn Maars Johnsen |
| 12 | Bulgaria (bandiera)   | P     | Aleksandar Konov    |
| 13 | Bulgaria (bandiera)   | D     | Vasil Božikov       |
| 15 | Bulgaria (bandiera)   | C     | Kristiân Malinov    |
| 16 | Bulgaria (bandiera)   | D     | Strahil Popov       |
| 17 | Bulgaria (bandiera)   | C     | Reân Daskalov       |

| N. |                       | Ruolo | Calciatore         |
| -- | --------------------- | ----- | ------------------ |
| 19 | Bulgaria (bandiera)   | C     | Rumen Rumenov      |
| 21 | Bulgaria (bandiera)   | C     | Aleksandăr Cvetkov |
| 23 | Bulgaria (bandiera)   | D     | Ivan Goranov       |
| 28 | Bulgaria (bandiera)   | D     | Plamen Gălăbov     |
| 30 | Bulgaria (bandiera)   | P     | Evgeni Aleksandrov |
| 31 | Brasile (bandiera)    | P     | Vinícius           |
| 69 | Francia (bandiera)    | A     | Hélton Dos Reis    |
| 70 | Colombia (bandiera)   | A     | Danilo Moreno      |
| 73 | Bulgaria (bandiera)   | A     | Milčo Angelov      |
| 77 | Portogallo (bandiera) | C     | Arsénio            |
| 88 | Bulgaria (bandiera)   | C     | Nikola Kolev       |
| 93 | Camerun (bandiera)    | D     | Petrus Boumal      |
| 98 | Bulgaria (bandiera)   | A     | Tonislav Yordanov  |
| 99 | Bulgaria (bandiera)   | A     | Kiril Despodov     |

## Calciomercato

### Sessione estiva
| Arrivi | Arrivi          | Arrivi            | Arrivi     |
| R.     | Nome            | da                | Modalità   |
| ------ | --------------- | ----------------- | ---------- |
| C      | Arsénio         | Moreirense        | definitivo |
| C      | Henry Rojas     | Alianza Petrolera | definitivo |
| A      | Hélton Dos Reis |                   | svincolato |
| A      | Diogo Viana     |                   | svincolato |

| Partenze | Partenze      | Partenze       | Partenze      |
| R.       | Nome          | a              | Modalità      |
| -------- | ------------- | -------------- | ------------- |
| P        | Marin Orlinov | Spartak Pleven | prestito      |
| D        | Vasil Božikov | Kasımpaşa      | definitivo    |
| D        | Jackson Mendy |                | svincolato    |
| C        | Paulo Regula  | Olhanense      | fine prestito |

## Risultati

### A PFG
| Arbitro: | Todorov |

|                            |           |  |
| Moreno 26’ Diogo Viana 86’ | Marcatori |  |

| Arbitro: | Taskov |

|                        |           |                       |
| Kraev 5’ Procházka 60’ | Marcatori | 40’ Pérez 77’ Arsénio |

| Arbitro: | Stavrov |

|                        |           |                |
| Moreno 11’, 63’ (rig.) | Marcatori | 60’ Baldžijski |

| Arbitro: | Yordanov |

|                    |           |           |
| Baldovaliev 90'+3’ | Marcatori | 57’ Rojas |

| Arbitro: | Davidov |

|            |           |  |
| Moreno 31’ | Marcatori |  |

| Sofia 23 agosto 2015, ore 17:30 6ª giornata | Slavia Sofia | 0 – 0 referto | Liteks Loveč | Stadion Slavija (370 spett.)\| Arbitro: \| Taskov \| |
| Arbitro:                                    | Taskov       |               |              |                                                      |

| Arbitro: | Kabakov |

|  |           |           |
|  | Marcatori | 17’ Delev |

| Arbitro: | Stoyanov |

|  |           |                               |
|  | Marcatori | 21’ Arsénio 80’ Maars Johnsen |

| Arbitro: | Yordanov |

|                   |           |  |
| Maars Johnsen 73’ | Marcatori |  |

| Arbitro: | Taskov |

|          |           |             |
| Cafu 27’ | Marcatori | 23’ Arsénio |

| Arbitro: | Krastev |

|             |           |                          |
| Malinov 33’ | Marcatori | 30’ Belaïd 39’ Procházka |

| Montana 18 ottobre 2015, ore 16:15 12ª giornata                | Montana   | 0 – 2 referto                | Liteks Loveč | Stadion Ogosta |
| \| \| \| \| \| \| Marcatori \| 39’ Moreno 83’ Maars Johnsen \| |           |                              |              |                |
|                                                                |           |                              |              |                |
|                                                                | Marcatori | 39’ Moreno 83’ Maars Johnsen |              |                |

| Loveč 23 ottobre 2015, ore 15:15 13ª giornata | Liteks Loveč | 0 – 0 referto | Lokomotiv Plovdiv | Stadio municipale (490 spett.)\| Arbitro: \| Manev \| |
| Arbitro:                                      | Manev        |               |                   |                                                       |

| Arbitro: | Stoimenov |

|              |           |                   |
| Bashliev 32’ | Marcatori | 74’ Maars Johnsen |

| Arbitro: | Taskov |

|                                                         |           |  |
| Diogo Viana 5’ Malinov 39’ Maars Johnsen 51’ Moreno 90’ | Marcatori |  |

| Arbitro: | Popov |

|                                 |           |                               |
| Djoman 70’ Isa 82’ Elias 90'+5’ | Marcatori | 34’, 74’ Moreno 90'+7’ Hélton |

| Arbitro: | Yordanov |

|                                         |           |                 |
| Moreno 34’, 90'+1’ Rojas 42’ Boumal 53’ | Marcatori | 27’, 64’ Nelson |

| Arbitro: | Stavrov |

|            |           |                   |
| Rajkov 25’ | Marcatori | 42’ Maars Johnsen |

| Arbitro: | Stoyanov |

|           |           |                |
| Popov 68’ | Marcatori | 53’ Marcelinho |

### Kupa na Bălgarija
| Arbitro: | Dimitrov |

|  |           |                                                |
|  | Marcatori | 52’ Maars Johnsen 78’ Yordanov 83’ Diogo Viana |

| Arbitro: | Draganov |

|                                        |           |                           |
| Moreno 29’ Minčev 63’, 66’ Arsénio 88’ | Marcatori | 36’ Nenov 90'+3’ Dimitrov |

| Loveč 8 dicembre 2015, ore 17:30 Terzo turno                       | Liteks Loveč | 3 – 0 (d.t.s.) referto | Levski Sofia | Stadio municipale |
| \| \| \| \| \| Arsénio 101’ Despodov 109’, 112’ \| Marcatori \| \| |              |                        |              |                   |
|                                                                    |              |                        |              |                   |
| Arsénio 101’ Despodov 109’, 112’                                   | Marcatori    |                        |              |                   |

### Europa League
| Arbitro: | Martins |

|                |           |             |
| Malašenoks 83’ | Marcatori | 50’ Božikov |

| Arbitro: | Jakupović |

|                        |           |                    |
| Maars Johnsen 25’, 56’ | Marcatori | 11’ Ošs 60’ Diallo |